# Hotarul lui Halil Pașa
Hotarul lui Halil Pașa reprezintă frontiera dintre teritoriul aflat sub jurisdicția domnului Țării Moldovei, în interfluviul Prut-Nistru, și spațiul aflat sub suzeranitatea Imperiului Otoman. Hotarul a fost stabilit de delegatul Porții Otomane Halil Pașa în anul 1673 (după alți autori – în 1672).
Granița începea în locul vărsării râului Ialpug în limanul Ialpug, trecea spre nord de-a lungul Ialpugului până la intersecția lui cu anticul zid de pământ, cunoscut sub denumirea Valul lui Traian și în continuare se întindea de la vest spre est până la punctul de intersecție al acestuia cu râul Botna; mai spre est se afla teritoriul raialei Bender.
În rezultatul stabilirii acestei granițe câteva sate cu populație românească, cu centru administrativ la Căușeni au rămas sub administrația otomană. Ulterior, teritoriul Basarabiei a fost populat de turanici nomazi și seminomazi supuși hanului din Crimeea.
În a doua treime a secolului al XVII-lea, la sud de hotarul lui Halil Pașa au venit nogaii din neamurile Orac oglu și Or-Mehmed oglu, pentru care a fost rezervat teritoriul de până la Valul Traian de Sus și cursul râului Ialpug. Teritoriul de pășunare a tătarilor nogailor, rupt din trupul Moldovei, oficial se numea „Iurtul (stăpânirea) lui Halil pașa” ori mai popular – Bugeac.
În 1711 nogaii și turcii și-au extins teritoriul pășunatului peste „hotarul lui Halil-Pașa”, ocupând o fâșie de pământ lată de circa 10 km de-a lungul „hotarului lui Halil-pașa”, numită „cele două ceasuri”, pentru care plăteau o dare de arendă.